# Parco regionale dei Castelli Romani
Il parco regionale dei Castelli Romani è un'area protetta della regione Lazio che si trova nella zona dei Colli Albani, in provincia di Roma. I comuni che ne fanno parte sono 18.

## Storia
Il Parco dei Castelli Romani è stato istituito con la Legge della regione 2/1984 allo scopo di tutelare l'integrità delle caratteristiche naturali e culturali dei quindici paesi (Albano Laziale, Ariccia, Castel Gandolfo, Frascati, Genzano di Roma, Grottaferrata, Lanuvio, Lariano, Marino, Monte Compatri, Monte Porzio Catone, Nemi, Rocca di Papa, Rocca Priora, Velletri) che occupano l'antico Vulcano Laziale, e da Pomezia, inclusa per salvaguardare i resti delle antiche sugherete presenti alle falde dei colli.
Il parco è un Ente della Regione Lazio. È organizzato con vari organi istituzionali: Presidente, Consiglio direttivo, Comunità del parco, Collegio dei Revisori dei conti. L'organizzazione è affidata a un Direttore Generale che coordina l'attività dei diversi uffici e dei Guardiaparco.

## Territorio
Questa foresta di interesse naturalistico e artistico si estende nell'area dell'antico Vulcano Laziale.
Molti dei comuni dei Castelli Romani condividono aree protette del parco, tra cui spicca Nemi, il cui territorio ricade per intero entro la sua delimitazione.
Di interesse particolare sono il sito archeologico di Tuscolo, come anche le numerose ville tuscolane. Del parco fanno parte anche il lago Albano (detto anche impropriamente lago di Castel Gandolfo), il lago di Nemi e da ultimo anche la Riserva naturale della Sughereta di Pomezia.

## Ambiente

### Flora
Altresì l'istituzione del Parco ha comportato una maggiore tutela floristica: i boschi di Castagno che ricoprono parte importante del territorio sono sottoposti a controlli continui e periodici che impediscono tagli indiscriminati. Sono fondamentali per il mantenimento degli equilibri dell'ecosistema la tutela delle acque dei bacini lacustri e il servizio antincendio: altre due mansioni che i vari servizi dell'Ente sono deputati a svolgere.
Sempre nell'ambito della tutela della biodiversità è importante sottolineare l'importanza del sostegno all'agricoltura del territorio, azione che permette la difesa di colture altrimenti destinate inesorabilmente a scomparire di fronte alle logiche del mercato. Il Parco dei Castelli Romani interpreta inoltre un importante ruolo nella tutela paesaggistica e nel controllo dello sviluppo urbanistico territoriale.

### Fauna
Dopo l'istituzione del parco la fauna è aumentata notevolmente di anno in anno. Un ambiente con così tante e diverse specie vegetali e con un sottobosco ricco e rigoglioso, consente lo sviluppo della vita anche alle specie animali più elusive. I vecchi alberi cavi sono ideali per la nidificazione dell'allocco; l'abbondanza di ghiande offre il cibo allo scoiattolo e alla ghiandaia; un corvo chiassoso e colorato; il bosco molto fitto offre un rifugio al tasso, alla martora e all'istrice; l'abbondanza di passeriformi come il merlo, il pettirosso, l'allodola, la capinera e la cinciarella offre opportunità di cibo al grande sparviero.
I vecchi alberi sono spesso frequentati dal picchio verde e dal picchio rosso maggiore. Le radure ricche di erba alta e di isolati cespugli sono frequentati dalla lepre, dal riccio, dalla talpa; ma anche dal biacco, dal saettone e dalla velenosa vipera. All'apice della catena alimentare troviamo il lupo, la volpe, la poiana e il falco pellegrino. Altri mammiferi dei boschi sono la faina, il moscardino, la donnola e il cinghiale, sempre più comune. Negli stagni si possono trovare la rana dalmatina, il rospo comune e il tritone crestato. Per finire, i rapaci notturni presenti sono la civetta, il già citato allocco, il gufo comune e il barbagianni.
Negli ultimi anni, nel Parco dei Castelli Romani è stata registrata la presenza del lupo, segnalando un ritorno naturale di questa specie nell'area.

## Strutture ricettive
Il parco è sempre visitabile in quanto si tratta di un territorio senza alcuna barriera, esteso per circa 15.000 ettari. Non esistono quindi né orari, né limitazioni, se non quelle relative all'accesso delle proprietà private, o delle aree archeologiche gestite dalla Soprintendenza per i beni archeologici del Lazio. Il Parco organizza visite, escursioni in programmi stagionali che consentono di apprezzare al meglio il territorio dei Castelli Romani. Le attività sono molteplici e diversificate: sono descritte nel sito internet.
Per quanto riguarda le visite, viene proposto un programma stagionale di visite guidate. Si va dal trekking, alle passeggiate in bicicletta, su strada o su sterrate, agli itinerari a cavallo, alle letture poetiche, il tutto all'insegna di una cultura onnicomprensiva che ha la sua ragion d'essere nella miscela degli ambiti, nella contaminazione dei linguaggi. Esistono itinerari geologici, floristici, gastronomici. Per le scuole è possibile richiedere la presenza del personale dell'Ente che può documentare le caratteristiche del Parco direttamente in classe. Gli studenti, e anche i bambini più piccoli, possono vivere un'esperienza a contatto con la natura, toccando animali e piante, sentendo odori e profumi, facendo - loro in prima persona - formaggi e ricotta.